# سیارک ۱۱۹۲
سیارک ۱۱۹۲ (به انگلیسی: 1192 Prisma، نامگذاری:1931FE) هزار و صد و نود و دومین سیارک کشف شده‌است که در ۱۷ مارس ۱۹۳۱ کشف شد.
قدر مطلق سیارک برابر ۱۲٫۹۲ است.